# Ihr Sport
Ihr Sport ist eine deutsche Stummfilmkomödie aus dem Jahre 1919 mit Henny Porten in der Hauptrolle.

## Handlung
Adelina von Gentz gilt als ausgewiesene „Männerfresserin“ und Blaustrumpf und schreibt aus diesem Grunde ihrer Freundin Helga einen Brief, in dem sie diese auffordert, sich gegen ihren Mann Rudolf Walters aufzulehnen. Das frisch verheiratete Ehepaar macht sich im Rahmen ihrer Hochzeitsreise ausgerechnet auf den Weg ins schlesische Krummhübel, wo Adelina wohnt. Bei seiner Ankunft ist das Paar miteinander zerstritten.
Dies ist die ideale Voraussetzung für Adelina, um sich Helgas Göttergatten vorzuknöpfen. Aus diesem Grunde verkleidet sich die Adelige als Zimmermädchen und nimmt eine Stellung in demjenigen Hotel an, in dem das Ehepaar Walters abgestiegen ist. Dort lernt sie allerdings einen Namensvetter der Zielperson kennen, der Adelina rasch die männerfeindliche Haltung austreibt. Am Ende hat sich Adelina nicht nur verliebt, sondern auch noch Helga und ihren Mann miteinander versöhnt.

## Produktionsnotizen
Ihr Sport entstand, wie die Außenaufnahmen im Schnee beweisen, zum Jahresbeginn 1919, unmittelbar nach Ende der Dreharbeiten zu dem Drama Irrungen. Der Film passierte im März 1919 die Filmzensur und wurde am 12. April 1919 im Berliner Mozartsaal uraufgeführt. Der Film besaß 99 Zwischentitel und hatte vier Akte auf 1483 (respektive nach Zensurkürzungen 1355) Metern Länge. Ein Jugendverbot wurde ausgesprochen.
Die Bauten stammen aus der Hand von Ludwig Kainer.

## Kritik
In Paimann’s Filmlisten ist zu lesen: „Humoristik sehr gut. Photos, Spiel und Szenerie ausgezeichnet.“